# Deine Lakaien (album)
Deine Lakaien è l'album di debutto dell'omonimo duo darkwave tedesco, pubblicato nel 1986.

## Tracce
1. Colour-ize - 5.14
2. Love Will Not Die - 4.50
3. Nobody's Wounded - 5.27
4. The Mirror Men - 6.15
5. The Dive - 6.39
6. Fashion Passion and Pigaches - 6.19
7. Wasted Years - 4.40
8. Bells of Another Land - 4.22

## Formazione
- Alexander Veljanov - cantante
- Ernst Horn - polistrumentista